# Sylwester Czernicki
Sylwester Czernicki (ur. 30 grudnia 1951, zm. 2017) – polski piłkarz, grający na pozycji napastnika, młodzieżowy reprezentant kraju, trener. Jako piłkarz reprezentował barwy takich klubów jak Lublinianka Lublin (wicemistrzostwo Polski juniorów), Avia Świdnik, Sygnał Lublin. Jako szkoleniowiec prowadził między innymi Górnik Łęczna, Motor Lublin oraz Sygnał Lublin.